# Jüdischer Friedhof (Briceva)

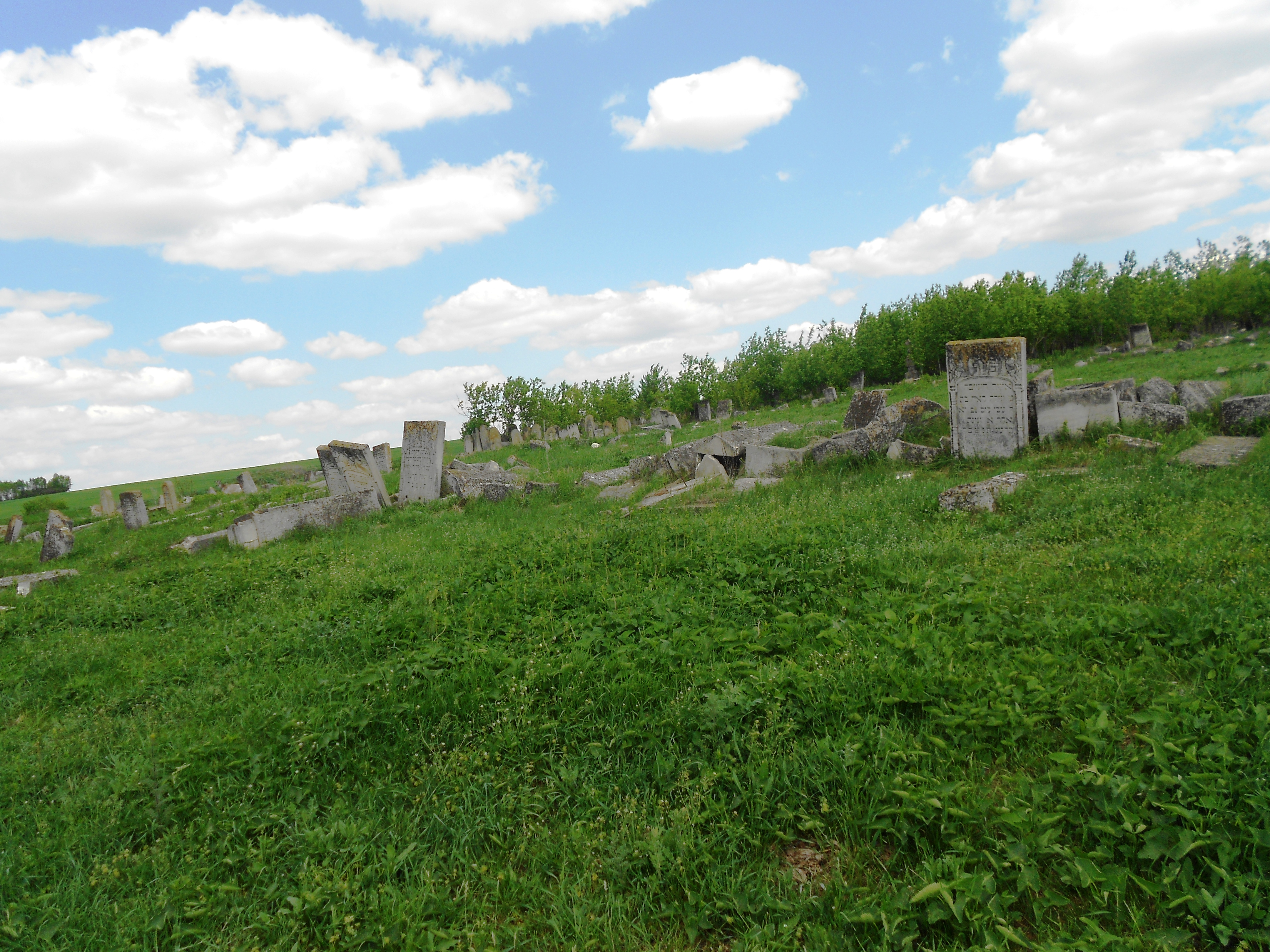
Der jüdische Friedhof von Briceva

Der Jüdische Friedhof Briceva ist ein Friedhof in Briceva, einem Ortsteil der Gemeinde Tîrnova im Rajon Dondușeni im Norden der Republik Moldau.
Der jüdische Friedhof befindet sich an einem Hang. Zahlreiche Grabsteine sind gut erhalten, viele sind umgestürzt oder zerbrochen.